# Lyskovo
Lyskovo (in russo Лысково?) è una cittadina della Russia europea centro-orientale, nell'oblast' di Nižnij Novgorod, capoluogo del rajon Lyskovskij).
Sorge sulla riva destra del fiume Volga, e dista circa 90 km da Nižnij Novgorod. Fondata nel 1410, ha ricevuto lo status di città nel 1925.